# Pixodarus nyassae
Pixodarus nyassae är en skalbaggsart som först beskrevs av Henry Walter Bates 1878.  Pixodarus nyassae ingår i släktet Pixodarus och familjen långhorningar.
Artens utbredningsområde är:
- Malawi.
- Moçambique.
- Zimbabwe.

Inga underarter finns listade i Catalogue of Life.